# Jack Campbell
Jack Campbell, född 9 januari 1992, är en amerikansk professionell ishockeymålvakt som spelar för Edmonton Oilers i NHL.
Han har tidigare spelat på NHL-nivå för Toronto Maple Leafs, Los Angeles Kings och Dallas Stars.
Campbell draftades i första rundan i 2010 års draft av Dallas Stars som elfte spelare totalt.